# Penstemon henricksonii
Penstemon henricksonii là một loài thực vật có hoa trong họ Mã đề. Loài này được Straw mô tả khoa học đầu tiên.